# Limnobatodes paradoxus
Limnobatodes paradoxus – gatunek pluskwiaka z podrzędu różnoskrzydłych, infrarzędu półwodnych i rodziny poślizgowatych. Jedyny z monotypowych: rodzaju Limnobatodes i podrodziny Limnobatodinae.
Pluskwiak o ciele długości poniżej 5 mm. Powierzchnię jego głowy, tułowia i nasadowej części odwłoka pokrywa warstwa mikroskopowych i makroskopowych włosków. Długość części głowy położonej przed oczami jest mniejsza niż długość przedplecza. Na powierzchni głowy i przedplecza występują grube, czarne, kolcowate szczeciny. Głowa pozbawiona jest przyoczek. Trichobotria głowowe tylnej pary osadzone są na małych guzkach. Czułki mają pierwszy człon przekraczający czubek głowy o więcej niż połowę jej długości, a znacznie krótszy drugi człon osadzony na pierwszym wierzchołkowo. Na zapiersiu obecne są ujścia gruczołów zapachowych zatułowia. Odnóża mają pazurki osadzone nieco przed wierzchołkami stóp. 